# フェアチャイルド・ファッション・メディア
フェアチャイルド・ファッション・メディア （Fairchild Fashion Media、略称 : フェアチャイルド・メディア <Fairchild Media> ）は、デジタルメディア、ジャーナリズム、写真およびデザイン、イベントの主催と重要会議の設営、ビデオ撮影とスタジオ撮影などのファッション関する多岐にわたる仕事を手掛ける出版社である。フェアチャイルド・メディアの主な雑誌には、「Women's Wear Daily（略称 : WWD）」、「Footwear News(略称 : FN)」、「Beauty Inc」、「M (Fairchild magazine)」、「Fairchild Summits」などがある。
現在、フェアチャイルド・メディアはペンスキー・メディア・コーポレーション（略称：PMC）の一部門であり、業界リーダーや世界のファッションコミュニティ向けの業界ニュースと業界分析のリーダー的存在である。

## 社史
フェアチャイルド・パブリケーションズ（Fairchild Publications）は1892年に設立された。行商人だったエドマンド・フェアチャイルド（Edmund Fairchild）が、紳士の服飾関連を扱う新聞で経営難だったデイリー・トレード・レコード（英語: Daily News Record）（後のデイリー・ニュース・レコード　略称：DNR）を引き継ぎ経営を開始した。1910年6月、レコードに「ウィメンズ・ウェア（Women's Wear）」という折り込み広告として初めて出版発行され、1か月後、フェアチャイルドはそれを独立した出版物として発行することにした。これが現在の「Women's Wear Daily」へと発展していった 。エドマンド・フェアチャイルドの孫であるジョン・フェアチャイルド（英語: John Fairchild (editor)）は1955年にWWDの経営を引き継ぎ、業界誌から一流のファッションおよび文化新聞へと発展的進化を行った。
また1968年には、フェアチャイルド・パブリケーションズ（Fairchild Publications）に屋号を変更していた同社は、キャピタル・シティーズ・コミュニケーションズ（英語: Capital Cities/ABC）に買収された。1996年、ウォルト・ディズニー・カンパニーがキャピタル・シティーズ・コミュニケーションズから規模拡大に対応して社名変更したキャピタル・シティーズ/ABC（英語: Capital Cities/ABC）を買収した。1997年にディズニーはフェアチャイルドを売却する意向を発表したが、1999年になってようやくフェアチャイルドはコンデナスト・パブリケーションズの親会社であるアドバンス・パブリケーションズに6億5000万ドルで売却された。
2005年、アドバンス・パブリケーションズはフェアチャイルドをコンデナストに統合し、同部門をフェアチャイルド・ファッション・グループ（Fairchild Fashion Group）と改名した。2008年にはDNRを統合した。
2010年、フェアチャイルドは「メンズウェア」を立ち上げ 、以前はコンデナストの一部であった消費者中心のStyle.com（英語: Style.com）を買収した。2011年にはフェアチャイルド・ファッション・グループと呼ばれていたが、フェアチャイルド・ファッションメディア（Fairchild Fashion Media　略称:FFM）に改名され、同年10月にはFFMはブランドの印刷雑誌の発展型である「Style.com/Print」を立ち上げた。また2012年、FFMはフェアチャイルド書籍部門をブルームズベリー・パブリッシング（Bloomsbury Publishing）に650万ドルで売却した。同年、FFMはスウェーデンの起業家クリスチャン・レムロッド（Christian Remröd）が設立したブログネットワークのファッション・ネットワーク・インターナショナル（Fashion Networks International）を買収した。ファッション・ネットワーク・インターナショナルには「アンナ・デッロ・ルッソ（Anna Dello Russo）」、「ブライアンボーイ（Bryanboy）」、「ルミ・ニーリー（Rumi Neely）」、「デレク・ブラスバーグ（Derek Blasberg）」などの寄稿者がいた。
2014年8月、アドバンス・パブリケーションズは、「Style.com」と「NowManifest」を除くFFMをペンスキー・メディア・コーポレーションに1億ドルで売却すると発表した。

## 主な出版物
- American Metal Market [15]
- Women's Wear Daily [1]
- Style.com（英語版） [1]
- Footwear News（英語版） [1]
- NowManifest [1]
- Beauty Inc. [1]
- M (Fairchild magazine)（英語版） [1] (1983-1992; 2012–present)
- Fairchild Summits [1]
- Details（英語版）
- Jane (magazine)（英語版）